# Leopold Abraham Ries
Leopold Abraham Ries (Groninga, 15 de abril de 1893 – Nueva York, 10 de julio de 1962) fue un funcionario neerlandés, Tesorero General del Ministerio de Finanzas neerlandés.

## Tesorero
De Ries nació en el seno de una familia judía de clase alta de Groninga dedicada a la industria textil. Estudió Derecho de 1913 a 1917 en la Universidad de Groninga. Durante sus estudios en Groninga, Ries se hizo amigo íntimo de Eelco van Kleffens, posteriormente Ministro de Exteriores, y de Harro Bouman, abogado con el que tendría que ver más tarde. Ries era homosexual; durante sus estudios buscó contacto con Jacob Schorer, fundador de la rama neerlandesa del Comité Científico-Humanitario de Magnus Hirschfeld, la primera organización del país que se ocupaba de la homosexualidad.
Tras sus estudios fue a vivir a La Haya, donde comenzó a trabajar en el Ministerio de Finanzas. Con solo 28 años fue nombrado caballero por sus servicios. En 1927 fue nombrado tesorero general suplente; ocho años después fue nombrado tesorero general. Durante esos años se vio envuelto en negociaciones con el Gobierno alemán sobre asuntos económicos y financieros.

## El escándalo Ries
El 25 de mayo de 1936, un día después de su vuelta de Berlín, cuando acababa de publicar un informe del primer ministro Hendrikus Colijn, Ries fue arrestado. Un joven de 17 años había contado a la policía que había tenido relaciones sexuales con Ries a cambio de dinero. A pesar de que el joven era conocido como un mentiroso patológico, sus declaraciones fueron tenidas por verdaderas, mientras que los desmentidos de Ries fueron ignorados. La casa del tesorero fue registrada y su correspondencia privada fue confiscada. El «caso Ries», como comenzó a conocerse, tuvo una enorme publicidad. Las declaraciones del adolescente de 17 años llevaron a la detención de otros ocho hombres y, de según sugerían los periódicos, se esperaba que hubiese aún más. Pero no hubo más arrestos y Ries fue liberado a los pocos días. De los otros ocho, solo dos recibieron una sentencia suspendida y los demás fueron declarados inocentes. Sin embargo, todos ellos perdieron sus puestos de trabajo, incluido Ries.
Ries fue defendido por su amigo de la juventud, el abogado Harro Bouman, pero también el miembro del parlamento, reverendo A. van der Heide estuvo de su lado. El Ministro de Justicia, J. van Schaik, y su colega de Finanzas, P. J. Oud, fueron cuestionados con dureza sobre el asunto en el parlamento, sobre todo en las discusiones sobre el presupuesto de ambos departamentos. Bouman y Van der Heide escribieron en 1936 un folleto en el que se explicaba todo el asunto, Was Ries terecht ontslagen? («¿Fue justo el despido de Ries?»). El 24 de noviembre de 1936, en una decisiva discusión presupuestaria en el parlamento, se mostró una foto nocturna de 1923 que debía demostrar que Ries había tenido sexo con un soldado que se había ofrecido; sin embargo, no se pudo demostrar que se había llegado a realizar ningún acto sexual. También parece que Ries había estado presente en una fiesta gay en 1932, pero no había cometido fornicación. De todas formas, se aprobó el presupuesto y el despido de Ries fue confirmado como definitivo.
El caso de Ries fue el más elocuente de los ejemplos de discriminación a los homosexuales que se dieron en los Países Bajos antes de la II Guerra Mundial. A pesar de que no se pudo probar ningún delito al tesorero general y de su excelente trabajo en el Ministerio, fue despedido por ser homosexual.

## Emigración
Ries abandonó los Países Bajos en 1937. Inicialmente se dirigió a Francia, luego a Portugal, para estar con su madre, ya viuda. Allí conoció a Eelco van Kleffens, que en 1941 le ofreció trabajo en una emisora de radio neerlandesa en EE. UU., Radio Boston. Posteriorment, ya en Estados Unidos, trabajó como editor del periódico semanal Knickerbocker Weekly, que se dedicaba a defender los intereses neerlandeses en los Estados Unidos. Desde 1947 trabajó para la compañía de importación y exportación Müller & Co. 
En Nueva York tuvo contactos con los expatriados neerlandeses, entre otros como Jan Greshoff, Adriaan van der Veen y Arnold Tammes, y también con el flamenco Marnix Gijsen. También conoció al poeta Hans Lodeizen, hijo homosexual del rico director de Müller & Co., también neerlandés. Tras la muerte de Lodeizen en 1950, Ries preparó la publicación de sus poemas, que se editaron en 1952, cuyo resultado fue una versión ampliada del libro debut de Lodeizen, Het innerlijk behang.
Ries ya no abandonaría los Estados Unidos, muriendo en Nueva York en 1962.